# Manota ferrata
Manota ferrata är en tvåvingeart som beskrevs av Heikki Hippa 2006. Manota ferrata ingår i släktet Manota och familjen svampmyggor. Inga underarter finns listade i Catalogue of Life.